# Tony Vos
Tony Vos (Eindhoven, 29 april 1931 – 6 oktober 2020) was een Nederlands saxofonist, componist en producer.

## Biografie
Vos studeerde altsaxofoon en sopraansaxofoon aan het Conservatorium van Tilburg. Zijn eerste successen oogstte hij in 1953 met het Jazz at the Kurhaus Ensemble, met onder anderen pianist Frans Elsen en trompettist Nedly Elstak. Paul Acket herhaalde de succesvolle session-formule in het Eindhovense Rembrandt Theater en liet de met magnetofoon opgenomen muziek uitbrengen op 25cm-lp bij het label Omega: de eerste jazz lp van Nederland. De presentatie was in handen van de bekende VARA-dj Pete Felleman (1921-2000), die Vos omschreef als de coming man binnen de cooljazz, een jonge man die niet kopieerde en niet imiteerde, maar die zijn Konitz terdege kende. Vervolgens ging het snel crescendo met de altist, die optrad met zijn eigen Tony Vos Quartet, in het Herman Schoonderwalt Septet en naast Chet Baker in Brussel en Antwerpen. Spoedig won hij verschillende jazzprijzen, zoals de AVRO Jazz Competition in 1953-1954, als solist en met zijn groep, bestaande uit zijn broer Henk Vos (piano), bassist Børge Ring en drummer Fred Gilhuys. In hetzelfde jaar 1954 werd Vos, inmiddels oprichter van Jazzclub Eindhoven (1954), door de lezers van Rhythme (jazztijdschrift van Paul Acket) gekozen tot beste altsaxofonist van Nederland.

## Jazz behind the dikes
Tony Vos vestigde definitief zijn naam als pionier van de moderne jazz in Nederland, met het succesvolle Phonogram-project ’Jazz behind the Dikes’ (1955-1957), een initiatief van Michiel de Ruyter. Phonogram presenteerde Nederlandse jazzartiesten als Tony Vos, Rob Madna, Wessel Ilcken en Rita Reys met eigen combo’s en eigen repertoire, zonder de druk van commercie. Illustere namen als Frans Elsen, Herman Schoonderwalt, Piet Noordijk, de broers Ack en Jerry van Rooyen en de broers Pim en Ruud Jacobs voegden zich later bij de uitverkorenen. Met Rob Madna op piano en Ruud Pronk op drums, tekende het Tony Vos Quartet in 1957 voor ’Jazz behind the Dikes 3’, de laatste van de serie. In 1960 vormde het kwartet, inmiddels met Jan Huydts en John Engels in de groep, de band van Greetje Kauffeld. Het was de tijd dat jazz in de verdrukking kwam door de opkomst van popmuziek en in Nederland deed de experimentele jazz en avant-garde zijn intrede. Met slagwerker Han Bennink en Arend Neijenhuis (bas) vormde Vos in de jaren zestig het Tony Vos Trio, dat in 1963 een plaat maakte. Bennink, behalve drummer ook beeldend kunstenaar, introduceerde de jonge kunstbroeder Rob van den Broeck in de groep, die afwisselend met Misha Mengelberg aan het klavier plaats mocht nemen. Een latere bezetting met Van den Broeck, Wim Essed, Leo de Ruyter en zangeres Hennie Vonk gaf een paar legendarische concerten in de KRO Studio te Hilversum. 
Van 1960 tot 1964 presenteerde hij een jazzprogramma op Radio Veronica. Vos was ook de eerste programmaleider van deze zender. In 1962 bood hij namens de zender een destijds kolossaal bedrag van 140.000 gulden aan tijdens de inzamelingsactie Open het Dorp.

## Nederpop
Vos, inmiddels getrouwd met de Veronica-dj Tineke de Nooij, ontplooide behalve als saxofonist ook activiteiten als arrangeur, componist, radiomaker (Veronica) en producer (Phonogram). Hij werkte met een keur aan jazzsterren als Pim Jacobs, Rita Reys en de Dutch Swing College Band, maar ook met acts als Cuby & the Blizzards, John the Revelator (Wild Blues), Ekseption (’Beethoven 5th’) en Boudewijn de Groot, wiens grote doorbraak hij bewerkstelligde met ’Meisje van zestien’, een vertaling van Charles Aznavours smartlap 'Une enfant'. Als producer gaf Vos de jaren leiding aan het team, verantwoordelijk voor het totale repertoire van Boudewijn de Groot, waarbij hij zijdelings ook arrangementen verzorgde. De doedelzak op ‘Onderweg’ was een idee van Vos, alsook het idee om Boudewijn de Groot en Rick van de Linden samen te brengen in de studio. De Groot wijdde aan Vos een versregel, in het nummer Picknick: ”Daar zijn Tony Vos en Lennaert Nijgh, van wie ik nog een tientje krijg”. Met de hitsingles 'Een zwoele zotte zomer' (een bewerking van 'Those lazy-hazy-crazy days of summer' van Nat King Cole) en ’Ik voel me zo alleen’ besteeg Vos halverwege de jaren zestig als zanger zelf de hitladders.

## Jazzmaster
Ook als jazzsaxofonist bleef Vos actief. Voor het tv-programma van schrijver/dichter Simon Carmiggelt maakte Tony Vos een opname van de Duke Ellington-klassieker In a Sentimental Mood. Deze opname was noodzakelijk, aldus jazzkenner Cees Schrama, omdat het origineel met Otto Hardwick onbetaalbaar werd geacht. Vos vormde daarop met de gebroeders Jacobs (Pim & Ruud) en gitarist Wim Overgaauw een combo genaamd ‘The Dukes’ en nam in 1965 zelf een single-versie op, (Philips JF327914), met een slepende saxpartij, wat galm effecten en een extreem direct opgenomen, zacht gespeelde singlenote-solo van pianist Pim Jacobs.

## Ongeluk
Vos bleef ook in de jazz actief door zijn toetreding tot de combo van de eigenzinnige pianist en organist Jack van Poll (Lionel Hampton, Clark Terry, Toots Thielemans), met wie hij eind jaren zestig toerde in binnen- en buitenland. Aan het succesverhaal kwam in 1969 echter een abrupt einde, toen Vos samen met zijn echtgenote betrokken was bij een ernstig auto-ongeluk en hij vanwege een intensieve revalidatie lange tijd uit de muzikale running was. Pas in 1976 pakte Tony Vos de altsaxofoon weer op, daartoe mede gestimuleerd door pianist Cees van der Wilden en Vos' oude vriend bassist Børge Ring, (die overigens in 1986 een Hollywood-Oscar zou winnen met de animatiefilm ’Anna en Bella’). Het nieuwe elan zou uiteindelijk leiden tot opnamen van het Off Road Trio van Cees van der Wilden met zangeres Sandy Fort en bassist Arie van Wegen, waar Tony Vos voor het eerst sinds de jaren zestig als saxofonist weer op een volledige plaat te horen was. Dit was tevens het debuut van Tony Vos op cd: ’Sandy Fort en Tony Vos met het Off Road Trio’.

## De jaren zeventig en tachtig
Een jaar na zijn comeback in 1976 vormde Vos een nieuw kwartet, met - naast Børge Ring - drummer Peter Schoorl en pianist Rindert Meijer. Laatstgenoemde werkte ook mee aan de presentatie van de door Thomas Rap uitgegeven pianomethode van Vos, getiteld: ’De dertien maanden van het jaar’, naar dertien gedichten van Willem Wilmink. In het VARA-radioprogramma ZI werd deze methode door Vos gepresenteerd, waarbij twee van de composities aan de piano werden uitgevoerd door Rindert Meijer, die later - mede op aanbeveling van Tony Vos - door Jan Huijdts zou worden uitgenodigd als docent aan het Hilversums Conservatorium.
Het jaar 1978 voerde Vos - op uitnodiging van pianist Henk Coolen - terug naar zijn geboorteplaats Eindhoven, voor optredens in de jazzclubs Wilhelmina en Docter Jazz, waar Vos herenigd werd met de saxbroeders Zandvoort en de trompetmakker uit het Schoonderwalt ensemble Koos van Beurden. Het festival ’Jazz-below-the-Rivers’ in de Poort van Cleef koppelde het Tony Vos Quartet aan een verzameling allstars van Brabantse avant-garde, onder wie de latere Boy Edgarprijswinnaar Ab Baars. Nadien zou Vos nog verschillende malen in het Eindhovense circuit optredens verzorgen met Børge Ring en broer Henk Vos of Henk Coolen als pianist. In hetzelfde jaar 1978 werd er samen met Rein van den Broek (Ekseption) opgetreden in de Boerenhofstede te Laren, in het TROS live-jazz radioprogramma ’Sesjun’ van Cees Schrama en Dick de Winter.
In 1979 richtte Vos samen met Meijer het kwartet ’A-One’ op, waarmee begin jaren tachtig op initiatief van Tony Vos in de Wisseloordstudio's (nooit-uitgebrachte) opnamen gemaakt werden voor het label ’Project 500’ van oud-Phonogramtechnicus Pieter Nieboer. Bij optredens kregen de heren vaak gezelschap van Pim Dijkstra, de saxofonist uit het vroegere Huydts ensemble. Ook met Jan Huydts bleef Tony Vos actief. In 1979 maakten zij samen keyboard-en-saxofoonmuziek ten behoeve van Onder de vloedlijn, een documentaire over de fauna in de Oosterschelde naar aanleiding van de Deltawerken. Het materiaal werd in hetzelfde jaar ook gebruikt voor een moderne dansvoorstelling van de Franse dansgroep Quentin Rouillier waar de oudste zoon van Vos, Peter, als technisch directeur, licht- en decorontwerper werkzaam was. Vos & Huydts speelden tijdens de eerste voorstellingen live in de orkestbak. Later ging de dansgroep op tournee met een opname.

## De laatste jaren
Rond die tijd ontstond er een hofje rond de in Eemdijk wonende pianist Cees van der Wilden, waartoe ook Vos, van Wegen en Dijkstra behoorden, later mondharmonicaspeler Jan Verwey. In het Baarnse café Maarten Quispel, waar toentertijd veel jazz en blues werd gespeeld, waren deze heren regelmatig geziene en gehoorde gasten, evenals elders in het Gooise clubcircuit. Vos speelde ook nog even met het Rainbow Quintet, alvorens halverwege de jaren tachtig met jonge musici David de Marez Oyens (bas) en zoon Jai-Jai Vos (drums), het Tony Vos Quartet te heroprichten. In 1990 werd Vos eerste altsaxofonist van de Amersfoortse bigband On the Move, waarvoor Vos ook composities en arrangementen zou schrijven. Tevens aanvaardde hij een aanstelling als musical director bij Cirque du Docteur Paradi in Frankrijk, waarvoor hij regelmatig op en neer moest reizen. Na zijn terugkeer in Eindhoven nam hij met zijn oude kameraad Henk Coolen (piano) in 1997 voor het laatst een kwartetplaat op. In 2006 kwam Vos’ besluit om afscheid te nemen van de actieve muziek. Voor zijn makkers bij OTM was het afscheid reden om een hommage-cd met hem te maken in de MOC Studio te Hilversum. Datzelfde jaar ontving hij de tweede Amer Award tijdens Festival de Muzen, waarbij het eerbetoonconcert werd opgeluisterd door onder anderen zangeres SaraLee Vos, dochter van Tony.